# Show No Mercy
Show No Mercy è il primo album in studio del gruppo musicale statunitense Slayer, pubblicato il 3 dicembre 1983 dalla Metal Blade Records.
Il disco ha una riconosciuta importanza storica per avere segnato, insieme a Kill 'Em All dei Metallica, il debutto della scena thrash metal statunitense.

## Il disco
In quell'anno la scena della musica rock più dura era dominata dall'heavy metal classico britannico ma si avvertivano i primi passi di gruppi che volevano spingersi oltre rispetto ai loro precursori e tra questi figurano gli Slayer. Tuttavia la band che pubblicò l'album era abbastanza differente da quello che sarebbe diventata dopo.
L'album, sebbene sia categorizzato nel thrash metal, è fortemente ancorato al sound dei Judas Priest e dei gruppi della NWOBHM, in particolare Iron Maiden e Venom. Il cantante e bassista del gruppo, Tom Araya, disse in un'intervista che lo stile musicale dei Venom influenzò molto il lavoro di questo disco e citò anche i Mercyful Fate come influenza per il lavoro svolto in Show No Mercy. Nei crediti del disco figura anche l'allora sconosciuto Gene Hoglan (in seguito noto batterista di Dark Angel, Death, Testament e Strapping Young Lad). Hoglan, in quel periodo, era il tecnico delle luci del gruppo e partecipò al coro in Evil Has No Boundaries.
La voce di Araya alterna acuti taglienti a voci demoniache mentre i chitarristi Kerry King e Jeff Hanneman eseguono spesso assoli striduli e veloci in modo alternato, sullo stile dei loro ispiratori K. K. Downing e Glenn Tipton dei Judas Priest, mentre Dave Lombardo suona ritmiche pesanti e precise con una tecnica essenziale. In questo disco il batterista suona con una sola cassa, suonando colpi veloci e ben assestati con un pedale. Lombardo userà la doppia cassa dalla pubblicazione dell'EP Haunting the Chapel in poi, in quanto fondamentale per l'estremizzazione della loro musica.
La produzione dell'album è ancora musicalmente sporca e immatura, il tutto è giustificato dalla data di produzione del disco e dai pochi mezzi economici a disposizione (i costi della produzione furono infatti sostenuti da Araya e dal padre di King, senza ricevere alcun supporto da parte dell'etichetta discografica), ma nonostante questo, Show No Mercy presenta alcune tracce divenute in seguito classici del gruppo e di tutto il thrash metal.
Il disco alterna pezzi veloci ed ossessivi di matrice thrash (Evil Has No Boundaries, Black Magic, Fight Till Death) a quelli con una forte componente heavy metal (The Antichrist, Die by the Sword, Tormentor). Una menzione speciale va anche fatta per The Final Command, primo brano del gruppo in cui vengono trattati argomenti relativi alla Seconda guerra mondiale. Il titolo di lavorazione di questo brano era Blitzkrieg, chiaro riferimento all'omonima tattica bellica che attuarono i soldati nazisti nella prima fase della guerra.

## Tracce

### Edizione standard
- Lato A

1. Evil Has No Boundaries – 3:09 (testo: Jeff Hanneman, Kerry King – musica: Kerry King)
2. The Antichrist – 2:49 (testo: Jeff Hanneman – musica: Jeff Hanneman, Kerry King)
3. Die by the Sword – 3:36 (Jeff Hanneman)
4. Fight Till Death – 3:37 (Jeff Hanneman)
5. Metal Storm/Face the Slayer – 4:53 (testo: Kerry King – musica: Jeff Hanneman, Kerry King)

- Lato B

1. Black Magic – 4:03 (testo: Kerry King – musica: Jeff Hanneman, Kerry King)
2. Tormentor – 3:45 (Jeff Hanneman)
3. The Final Command – 2:32 (testo: Kerry King – musica: Jeff Hanneman, Kerry King)
4. Crionics – 3:29 (Jeff Hanneman, Kerry King)
5. Show No Mercy – 3:06 (Kerry King)

Traccia bonus nel lato A
1. Aggressive Perfector – 3:31 (Jeff Hanneman, Kerry King)

Traccia bonus in alcune riedizioni europee e giapponesi
1. Chemical Warfare – 6:01 (Jeff Hanneman, Kerry King)

Tracce bonus nella riedizione del 1987
1. Chemical Warfare – 6:01 (Jeff Hanneman, Kerry King)
2. Captor of Sin – 3:27 (Jeff Hanneman, Kerry King)
3. Haunting the Chapel – 3:57 (Jeff Hanneman, Kerry King)

### Riedizione del 1994
1. Evil Has No Boundaries – 3:09 (testo: Jeff Hanneman, Kerry King – musica: Kerry King)
2. The Antichrist – 2:49 (testo: Jeff Hanneman – musica: Jeff Hanneman, Kerry King)
3. Die by the Sword – 3:36 (Jeff Hanneman)
4. Fight Till Death – 3:37 (Jeff Hanneman)
5. Metal Storm/Face the Slayer – 4:53 (testo: Kerry King – musica: Jeff Hanneman, Kerry King)
6. Aggressive Perfector – 3:31 (Jeff Hanneman, Kerry King)
7. Black Magic – 4:03 (testo: Kerry King – musica: Jeff Hanneman, Kerry King)
8. Tormentor – 3:45 (Jeff Hanneman)
9. The Final Command – 2:32 (testo: Kerry King – musica: Jeff Hanneman, Kerry King)
10. Crionics – 3:29 (Jeff Hanneman, Kerry King)
11. Show No Mercy – 3:06 (Kerry King)
12. Chemical Warfare – 6:01 (Jeff Hanneman, Kerry King)

## Formazione
- Tom Araya – voce, basso
- Jeff Hanneman – chitarra solista e ritmica
- Kerry King – chitarra solista e ritmica
- Dave Lombardo – batteria